# 뮤지컬 위시캣 소원을 노래해!
뮤지컬 위시캣 <소원을 노래해!>는 애니메이션 위시캣 기반의 뮤지컬이다. DS뮤지컬컴퍼니에서 만들었다. 관람등급은 24개월 이상이다.

## 시놉시스
평범한 일상을 보내던 안나,
어느날 갑자기 하늘에서 떨어진 고양이 한 마리를 만나게 된다.
그 고양이는 바로 소원을 들어주는 특별한 고양이, 위시캣 아이냥!
아직 연습생 위시캣이었던 아이냥은 진정한 위시캣으로 거듭나기 위해 안나의 소원을 들어주겠다며 의욕을 활활 불태우는데...
한편, 어떤 소원을 말해야할지 고민하던 안나를 위해 아이냥은 똑똑냥을 소환한다.
그렇게 안나가 가장 원하는 것을 함께 찾던 똑똑냥의 눈에 들어온 것은
레오를 바라보는 안나의 눈빛!
똑똑냥은 안나의 사랑을 이루어줄 수 있는 여러 가지 방법들을 알려주지만 쉽지 않고.
그렇다면 위시캣의 힘을 빌리는 수 밖에..!
그렇게 러브냥을 찾아 러브냥의 도움으로 레오와 사랑이 이루어지는... 줄 알았으나 조준이 잘못되는 바람에 실패하게 된다.
실망한 안나를 위해 방법을 찾던 아이냥은 안나의 가장 친한 친구인 소피의 오빠이자 인기 아이돌인 카일을 보고 좋은 방법을 떠올리는데..!
모두의 사랑을 받는 아이돌이 되는 거야! 그럼 레오와 사랑도 이루어지겠지!
그렇게 코코냥과 이쁘냥까지 합세하며 안나를 아이돌로 만들기 프로젝트가 시작된다.
과연 안나는 아이돌로 무사히 무대를 마치고 레오와의 사랑도 이룰 수 있을까?

## 개막 장소
- 서울 유니버설아트센터 (2025.08.09 토 ~ 2025.08.24 일) ※ 초연
- 대전 우송예술회관 (2025.09.06 토 ~ 2025.09.07 일)
- 경기 국립과천과학관어울림홀 (2025.09.13 토 ~ 2025.09.14 일)

## 배우 캐스팅
- 안나 - 조윤슬
- 소피 - 박정민
- 레오 - 서해든
- 지미 - 홍성혁
- 카일 - 강도윤
- 아이냥 - 김유빈
- 똑똑냥 - 이윤선 [내용주 1]
- 코코냥 - 전세희
- 이쁘냥 - 임지영, 조수정 ※ 유일하게 2명의 배우가 맡는다.

## 기타
- DS뮤지컬컴퍼니의 4번째 SAMG 애니메이션 모티브 작품이자[내용주 2] 두 번째 고양이 모티브 뮤지컬 작품이다.[내용주 3]
- 제목은 같은 기획사의 타 기업 작품인 '뮤지컬 시크릿쥬쥬 별의 보석 소원을 말해봐'와 비슷한 타이틀로 작성되었다.
- 유일하게 초연, 재연, 삼연밖에 없는 뮤지컬이다.